# Союз социалистической молодёжи Югославии

Эмблема Союза социалистической молодёжи Югославии

Флаг Союза социалистической молодёжи Югославии

Союз социалистической молодёжи Югославии (сербохорв. Савез социјалистичке омладине Југославије/Savez socialističke omladine Jugoslavije, словен. Zveza socialistične mladine Jugoslavije, макед. Сојуз на социјалистичката младина на Југославија) — массовая политическая молодёжная организация Социалистической Федеративной Республики Югославии.
Создана в 1946 году после объединения Союза коммунистической молодежи Югославии (Савез комунистичке омладине Југославије (СКОЈ)) (создан в 1919 году) и Объединённого союза антифашистской молодежи Югославии (Уједињени савез антифашистичке омладине Југославије (USAOJ))
До 1963 года носила название — Народная молодёжь Югославии (Народна омладина Југославије)) (молодёжная секция Союза коммунистов Югославии).
В 1963 году изменила своё название на Союз молодежи Югославии, с 1974 года — Союз социалистической молодежи Югославии.
Печатный орган — газета «Младост».
Организация являлась членом прокоммунистической Всемирной федерации демократической молодёжи и социал-демократической IUSY.
Коллективными членами ССМЮ были:
- Народная техника Югославии — общественная организация развития научно-технического творчества.
- Музыкальная молодежь Югославии (создана в 1954 году) — общественная культурно-воспитательная организация.
- Союз следопытов Югославии — общественная организация, направленная на патриотическое воспитание молодежи.
- Союз пионеров Югославии (создан в декабре 1942 года).

Действовала под полным контролем и управлением Союза коммунистов Югославии (до 1952 — Коммунистической партии Югославии).
Союз социалистической молодёжи Югославии прекратил деятельность в 1990 году после роспуска Союза коммунистов Югославии и введения многопартийной системы.